# SILEX-RIA
Pour les articles homonymes, voir Silex (homonymie).
Silex est une plateforme en ligne de création de sites internet open source et gratuite utilisant la technologie HTML5,. Dès sa sortie en open source, Silex a été élu projet du mois en juin 2009 sur SourceForge.net.
Silex est une alternative libre aux logiciels propriétaires Wix.com, Jimdo, Weebly,.

## Caractéristiques
Basé sur le Javascript, Silex est une application web "monopage". Une fois installé sur un serveur, Silex est accessible de n'importe quel ordinateur connecté au web et ne nécessite aucune installation .
L'association Silex Labs offre une version hébergée de Silex .